# Ismael Gadoth Tapia Benítez
Ismael Gadoth Tapia Benitez (Tula de Allende, Estado de Hidalgo, México, 21 de enero de 1979) es licenciado en administración de empresas graduado en la Universidad Autónoma del Estado de Hidalgo, dedicado a la política desde su juventud, es miembro activo del Partido Revolucionario Institucional en el estado de Hidalgo.

## Educación
Estudió en la Secundaria General "Tollan" en Tula de Allende y el bachillerato lo curso en el plantel CETIS 91 también en Tula de Allende. Para el tiempo de estudiar a educación universitaria, migró a la ciudad de Pachuca de Soto, Hidalgo, ingresando a la Universidad Autónoma del Estado de Hidalgo en la facultad de Ciencias Económico-Administrativas en la carrera de Administración de Empresas. 

## Carrera política
Comenzó desde joven militando en el Partido Revolucionario Institucional en Tula de Allende, siendo parte de la planilla de candidatos a regidores de la candidata Rosalia Meza en el año 2003 que a la postré perdió la elección con el candidato del Partido Acción Nacional (México); Isidro Romero Alcantara.
Unos años después, formó nuevamente para de la planilla de candidatos a regidores en fórmula con el candidato Rodolfo Paredes Carbajal en el año 2008, resultando el ganador de la contienda, siendo el 16 de enero de 2009 que tomo protesta como regidor del H. Ayuntamiento de Tula de Allende. Casi al final del período del ayuntamiento, solicita licencia para asumir el cargo como Secretario General Municipal de Tula de Allende, en relevo de Jaime Allende González quien renunció al cargo para buscar la candidatura del Partido Revolucionario Institucional a presidente municipal de Tula.
En el año 2012 resulta elegido Presidente del Comité Directivo Municipal del PRI en Tula de Allende, teniendo como compañera de fórmula a Daniela Trejo Bordier como secretaria general.